# Amata snelleni
Amata snelleni är en fjärilsart som beskrevs av Rothschild 1910. Amata snelleni ingår i släktet Amata och familjen björnspinnare. Inga underarter finns listade i Catalogue of Life.